# Sari Essayah
Sari Miriam Essayah (Haukivuori, 21 febbraio 1967) è una politica ed ex marciatrice finlandese, campionessa mondiale ed europea della specialità, europarlamentare dal 2009 al 2014 e dal 2015 segretario dei Democratici Cristiani Finlandesi Dal giugno 2023 Ministro dell'Agricoltura e Foreste.

## Biografia
Padre marocchino e madre finlandese, Essayah si è laureata presso l'Università di Vaasa nel 1995 specializzandosi in contabilità e quindi ha conseguito un Master in economia. Tra il 1997 e il 2003, ha lavorato come revisore contabile presso PricewaterhouseCoopers e contabilità presso TeliaSonera tra la sua carriera sportiva e il lavoro parlamentare. 

### Attività sportiva
Durante la sua carriera sportiva, Essayah ha praticato la marcia, gareggiando principalmente nella 10 km. In quest'ultima specialità ha vinto i campionati mondiali di Stoccarda 1993 e i campionati europei di Helsinki 1994. Ha stabilito sette record nazionali, tutti nella marcia.

### Attività politica
Dopo essersi ritirata dallo sport, è entrata in politica e ha rappresentato i Democratici Cristiani nel Parlamento finlandese tra il 2003 e il 2007, ma non è riuscita a essere rieletta alle elezioni del 2007. È  stata segretario del partito dei Democratici Cristiani dal 2007 al 2009. Essayah è stata eletta nel Parlamento europeo nel 2009, ma non è stata rieletta nel 2014 nonostante i suoi 61 000 voti. Ciò ha lasciato i cristiani democratici finlandesi senza eurodeputati nelle elezioni del 2014. 
Essayah è stata candidata alle elezioni presidenziali finlandesi del 2012. È arrivata ultima con il 2,47% dei voti.
Essayah è stata rieletta deputato democratico cristiano alle elezioni parlamentari del 2015 nella circoscrizione Savo-Kareliana con 11 186 voti. Nel giugno 2015 si è candidata alla carica di presidente democratico cristiano dopo le dimissioni dalla presidenza di Päivi Räsänen. È stata eletta presidente del partito dopo il ritiro dalla competizione di Sari Tanus, un deputato neoeletto deputato.
Oltre a Paavo Väyrynen, Elisabeth Rehn, Heidi Hautala, Timo Soin e Laura Huhtasaari, Essayah è una dei soli sei politici finlandesi che hanno partecipato al consiglio comunale, al Parlamento e al Parlamento europeo e sono stati candidati alle elezioni presidenziali. 
Nell'agosto 2016, Sari Essayah è stata eletta membro del Comitato Olimpico Internazionale durante la riunione del massimo organismo sportivo mondiale tenutasi a Rio de Janeiro. È l'ottavo membro finlandese del Comitato Olimpico Internazionale.
Nel 2019, Sari Essayah è stata eletta in Parlamento per un nuovo mandato. Ha ricevuto 12 387 voti. Dopo l'annuncio nel luglio 2019 di avere un tumore al seno e dei trattamenti positivi, è stata eletta senza altri candidati per il terzo mandato come presidente del partito.
Nelle elezioni parlamentari del 2023 Essayah è stata rieletta per un nuovo mandato con 15.862 voti e nominata Ministro dell'Aghricoltura e Foreste.

## Vita privata
Essayah vive nel Golfo della Lapponia in una casa costruita su un terreno che ha vinto dopo l'oro dei Mondiali di Stoccarda 1993. Sposata con Robert Knapp, la coppia ha due figlie, Noora e Nea. 

## Record nazionali

### Seniores
- Marcia 10 km: 42'20" ( Göteborg, 7 agosto 1995)
- Marcia 20 km: 1h32'05" ( Vantaa, 5 maggio 1996)
- Marcia 3000 metri indoor: 12'06"10" ( Toronto, 13 marzo 1993)

## Palmarès
| Anno | Manifestazione  | Sede       | Evento        | Risultato | Prestazione | Note             |
| ---- | --------------- | ---------- | ------------- | --------- | ----------- | ---------------- |
| 1987 | Mondiali        | Roma       | Marcia 10 km  | 19ª       | 47'30"      |                  |
| 1988 | Europei indoor  | Budapest   | Marcia 3000 m | 9ª        | 13'19"02    |                  |
| 1989 | Universiadi     | Duisburg   | Marcia 5000 m | Bronzo    | 21'34"      |                  |
| 1990 | Europei         | Spalato    | Marcia 10 km  | 5ª        | 45'10"      |                  |
| 1991 | Universiadi     | Sheffield  | Marcia 10 km  | Oro       | 44'04"      |                  |
| 1991 | Mondiali        | Tokyo      | Marcia 10 km  | Bronzo    | 43'13"      |                  |
| 1992 | Giochi olimpici | Barcellona | Marcia 10 km  | 4ª        | 45'08"      |                  |
| 1993 | Mondiali indoor | Toronto    | Marcia 3000 m | 7ª        | 12'06"10    | Record nazionale |
| 1993 | Mondiali        | Stoccarda  | Marcia 10 km  | Oro       | 42'59"      |                  |
| 1994 | Europei indoor  | Parigi     | Marcia 3000 m | 6ª        | 12'12"80    |                  |
| 1994 | Europei         | Helsinki   | Marcia 10 km  | Oro       | 42'37"      |                  |
| 1995 | Mondiali        | Göteborg   | Marcia 10 km  | 4ª        | 42'20"      | Record nazionale |
| 1996 | Giochi olimpici | Atlanta    | Marcia 10 km  | 16ª       | 45'02"      |                  |